# Hansgeorg Baßler
Hansgeorg Baßler (* 11. Mai 1928 in Kaiserslautern; † 27. Oktober 2001) war ein deutscher Autor, Rundfunkmoderator und Pfälzer Mundartdichter.

## Leben
Baßler, auch geschrieben mit Bassler, wuchs in einer Lehrerfamilie auf. Im Zweiten Weltkrieg wurde er verwundet. Nach seinem Abitur 1949 studierte er in Paris und an der Pädagogischen Akademie in Kusel. 1950 und 1954 legte er seine Lehramtsprüfungen ab. Er arbeitete zunächst als Dolmetscher für Französisch und als Lehrer in Kaiserslautern und anderen Orten in der Pfalz, später ab 1972 dann als Journalist und Autor für den SWR. Dort moderierte er verschiedene langjährige populäre Sendungen wie "Auf der Walz", "Singendes-Klingendes Rheinland-Pfalz" und "Morgenläuten". Baßler schrieb Gedichte, Prosatexte und Glossen. Bühnenstücke wie der "Eingebildete Kranke" von Molière übersetzte er in die Pfälzer Mundart. Baßler war begeisterter Reiter und Organist.

## Auszeichnungen
- 1997 Verdienstorden des Landes Rheinland-Pfalz.
- 1996 Preis der Emichsburg
- 1993 Verdienstmedaille des Landkreises Kusel
- 1989 Medienpreis des Bezirksverbandes Pfalz

## Werke
- Freihändig über die Friedenstrasse, Autoren aus und über Kaiserslautern. Gondrom 1994.
- Das gebutterte Pferd. Gondrom 1994.
- Kaiserslautern, Leben in einer pfälzischen Stadt. Landau/Pfalz., Pfälz. Verl.-Anst. 1989.
- Hobelspäne, Notizen aus der Pfalz. Gondrom, 1987.
- Schoppeglas un Schwartemage, Ein heiteres Bilderbuch Pfälzer Fröhlichkeit. Kaiserslautern, Verl. Rohr-Druck 1966.
- Unseräner. Heinz Rohr GmbH Kaiserslautern 1955.